# Кьеза, Руджеро
Руджеро Кьеза (итал. Ruggero Chiesa; 1933, Камольи — 1993, Милан) — итальянский гитарист и музыкальный педагог.
Учился у Карло Палладино, затем в 1956—1960 гг. занимался в Академии Киджи под руководством мастеров мирового уровня, в том числе Алирио Диаса и Эмилио Пухоля. C 1963 г. преподавал классическую гитару в Миланской консерватории; среди его учеников, в частности, Фредерик Зиганте. Начиная с 1965 г. подготовил и опубликовал множество переизданий забытого гитарного репертуара; помимо прочего, с 1972 г. выпускал посвящённый исследованиям в области музыки для гитары журнал «Fronimo», названный по одноимённому трактату Винченцо Галилеи об искусстве игры на лютне. По заказу Кьезы Марио Кастельнуово-Тедеско написал своё последнее гитарное сочинение, «Записки» (итал. Appunti) Op. 210, изданные под редакцией Кьезы после смерти композитора.
С 2004 г. в родном городе Кьезы, Камольи, проводится международный конкурс гитаристов, названный в его честь.